# Wirat Wangchan
Wirat Wangchan (sinh ngày 25 tháng 2 năm 1976) là một thủ môn bóng đá người Thái Lan thi đấu cho Thái Lan ở Cúp bóng đá châu Á 2000. Anh cũng thi đấu cho Sinthana và Thai Port FC